# Jan Josephus Poelhekke
Jan Josephus Poelhekke est un historien et professeur néerlandais né à Utrecht le 18 février 1913 et mort à Overveen le 25 août 1985.

## Biographie
Poelhekke étudie l'histoire à Leyde avec Johan Huizinga. Il passe son doctorat d'histoire en 1938, et étudie la littérature espagnole et danoise. Il est diplômé en 1948 avec une thèse sur « La paix de Munster », biographie de Guillaume II d'Orange-Nassau.
Poelhekke rejoint en 1946 l'Institut royal néerlandais de Rome. En 1965 Poelhekke se rend à Nimègue, où il est nommé professeur d'histoire patriotique et générale des temps modernes.
Il est élu membre de l'Académie royale néerlandaise des arts et des sciences en 1972.